# Fordringsret
En fordringsret er en rettighed, en person har til at kræve en ydelse af en anden person. Fordringsrettigheder behandles inden for obligationsretten, hvor fordringsrettigheder indgår som komponenter i formueretlige skyldforhold.
Den person, der kan kræve ydelsen, kaldes kreditor eller fordringshaver, mens den person, der skal levere ydelsen, kaldes debitor eller skyldner.
Fordringsrettigheder kan være krav på:
- ydelser, der skal erlægges straks, i deres helhed
- ydelser, der skal erlægges i rater
- ydelser, der er af varig karakter

Den ydelse, der skal leveres, kan fx være en pengeydelse (betaling for et køb, løn m.v.) eller en realydelse (en bestemt genstand, fx en bog, en bil eller en tjenesteydelse, dvs. et stykke arbejde.
Når fordringsretten er opfyldt, ophører den.

## Ekstern henvisning
vindikation på lex.dk